# Genoa C.F.C.
Genoa Cricket and Football Club (có nghĩa là Câu lạc bộ bóng đá và cricket Genoa, viết tắt là Genoa C.F.C.), được biết đơn giản hơn với tên gọi Genoa (phát âm tiếng Ý: [ˈdʒeːnoa]), là một câu lạc bộ bóng đá Ý có trụ sở ở Genova, Liguria.
Trong suốt lịch sử của câu lạc bộ, Genoa đã vô địch quốc gia Ý 9 lần. Danh hiệu đầu tiên của Genoa là vào năm 1898 và danh hiệu gần đây nhất là vào mùa giải 1923-24. Họ cũng vô địch Coppa Italia 1 lần. Trong lịch sử, Genoa là đội bóng thành công thứ 4 ở Ý tính theo số lần vô địch quốc gia.
Những thành công thời kì đầu gắn liền với tình yêu dành cho đội bóng của cha đẻ của ngành báo chí thể thao Ý Gianni Brera (sinh năm 1919), người, mặc dù được sinh ra ở gần Genoa luôn tự nhận mình là một cổ động viên của đội bóng; ông thể hiện sự đam mê và lòng kính trọng với đội bóng bằng việc là tình nguyện viên cho đội bóng trong những ngày đầu của bóng đá Ý. Những lời mà nhà báo này dành tặng cho đội bóng sau đó đã trở thành một trong những biệt danh lập dị và cay động cho đội bóng "của ông", trao tặng cái tên Vecchio Balordo (Một ông già ngốc nghếch hay một ông già gàn dở) chắc hẳn vì những lời chế nhạo thân mật về những rủi ro sau cuộc chiến.
Đội bóng chơi ở sân nhà là sân vận động Luigi Ferraris có sức chứa 36.536 khán giả từ năm 1911. Từ năm 1946, sân đã được chia sẻ cho đội bóng cùng thành phố U.C. Sampdoria. Genoa đã có phần lớn quãng thời gian sau chiến tranh liên tục lên và xuống hạng giữa Serie A và Serie B, thậm chí cũng có quãng thời gian ở Serie C. Sau một câu chuyện dài về việc huấn luyện tồi tệ và những scandal liên quan đến việc hối lộ, Genoa hiện lại chơi ở Serie A, có suất dự UEFA Europa League ở cuối mùa giải 2008-09.

## Cầu thủ

### Đội hình hiện tại
Tính đến ngày 25/8/2024
Ghi chú: Quốc kỳ chỉ đội tuyển quốc gia được xác định rõ trong điều lệ tư cách FIFA. Các cầu thủ có thể giữ hơn một quốc tịch ngoài FIFA.
| Số | VT | Quốc gia    | Cầu thủ                             |
| -- | -- | ----------- | ----------------------------------- |
| 1  | TM | Ý           | Nicola Leali                        |
| 2  | TV | Na Uy       | Morten Thorsby                      |
| 3  | HV | Tây Ban Nha | Aarón Martín                        |
| 4  | HV | Bỉ          | Koni De Winter                      |
| 8  | TV | Na Uy       | Emil Bohinen                        |
| 9  | TĐ | Bồ Đào Nha  | Vitinha                             |
| 10 | TĐ | Brasil      | Junior Messias                      |
| 13 | HV | Ý           | Mattia Bani (đội phó)               |
| 14 | HV | Ý           | Alessandro Vogliacco                |
| 15 | HV | Anh         | Brooke Norton-Cuffy                 |
| 17 | TV | Ukraina     | Ruslan Malinovskyi                  |
| 18 | TĐ | Ghana       | Caleb Ekuban                        |
| 19 | TĐ | Ý           | Andrea Pinamonti (mượn từ Sassuolo) |
| 20 | HV | Ý           | Stefano Sabelli                     |

| Số | VT | Quốc gia | Cầu thủ                              |
| -- | -- | -------- | ------------------------------------ |
| 22 | HV | México   | Johan Vásquez                        |
| 23 | TV | Ý        | Fabio Miretti (mượn từ Juventus)     |
| 27 | HV | Ý        | Alessandro Marcandalli               |
| 30 | TĐ | Nigeria  | David Ankeye                         |
| 32 | TV | Đan Mạch | Morten Frendrup                      |
| 33 | HV | Uruguay  | Alan Matturro                        |
| 39 | TM | Ý        | Daniele Sommariva                    |
| 45 | TĐ | Ý        | Mario Balotelli                      |
| 47 | TV | Croatia  | Milan Badelj (đội trưởng)            |
| 55 | TV | Ý        | Federico Accornero                   |
| 59 | HV | Ý        | Alessandro Zanoli (mượn từ Napoli)   |
| 73 | TV | Ý        | Patrizio Masini                      |
| 95 | TM | Ý        | Pierluigi Gollini (mượn từ Atalanta) |
| 99 | TM | Áo       | Franz Stolz                          |

### Số áo bất tử
- 6 –  Gianluca Signorini, Libero, 1988–1995.[8]
- 12 – Các fan của Gradinata Nord, "cầu thủ thứ 12".[9]

## Các chủ tịch
Dưới đây là các chủ tịch của đội bóng kể từ khi đội bóng còn thi đấu điền kinh và cricket cho đến ngày nay.
| Tên                    | Năm       |
| ---------------------- | --------- |
| Charles De Grave Sells | 1893–1897 |
| Hermann Bauer          | 1897–1899 |
| Daniel G. Fawcus       | 1899–1904 |
| Edoardo Pasteur        | 1904–1909 |
| Vieri A. Goetzloff     | 1909–1910 |
| Edoardo Pasteur        | 1910–1911 |
| Luigi Aicardi          | 1911–1913 |
| Geo Davidson           | 1913–1920 |
| Guido Sanguineti       | 1920–1926 |
| Vincent Ardissone      | 1926–1933 |
| Aldo Tarabini          | 1933–1934 |
| Alfredo Costa          | 1934–1936 |
| Juan Culiolo           | 1936–1941 |
| Nino Bertoni           | 1941–1942 |

| Tên                | Năm       |
| ------------------ | --------- |
| Giovanni Gavarone  | 1942–1943 |
| Nino Bertoni       | 1943–1944 |
| Aldo Mairano       | 1944–1945 |
| Antonio Lorenzo    | 1945–1946 |
| Edoardo Pasteur    | 1946      |
| Giovanni Peragallo | 1946      |
| Massimo Poggi      | 1946–1950 |
| Ernesto Cauvin     | 1951–1953 |
| Ugo Valperga       | 1953–1954 |
| Hội đồng chủ tịch  | 1954–1958 |
| Fausto Gadolla     | 1958–1960 |
| Hội đồng chủ tịch  | 1960–1963 |
| Giacomo Berrino    | 1963–1966 |
| Ugo Maria Failla   | 1966–1967 |

| Tên                   | Năm       |
| --------------------- | --------- |
| Renzo Fossati         | 1967–1970 |
| Virgilio Bazzani      | 1970      |
| Angelo Tongiani       | 1970–1971 |
| Gianni Meneghini      | 1971–1972 |
| Giacomo Berrino       | 1972–1974 |
| Renzo Fossati         | 1974–1985 |
| Aldo Spinelli         | 1985–1997 |
| Massimo Mauro         | 1997–1999 |
| Gianni E. Scerni      | 1999–2001 |
| Luigi Dalla Costa     | 2001–2003 |
| [[Stefano Campoccia}} | 2003      |
| Enrico Preziosi       | 2003–nay  |

## Màu sắc, biểu tượng và biệt danh
Vì ban đầu Genoa được thành lập như một CLB đại diện nước Anh ở nước ngoài, nên những màu sắc đầu tiên trên áo đấu của đội là màu áo đấu của đội tuyển Anh. Không lâu sau đó, nó đã được đổi thành sọc trắng xanh vào năm 1899, màu xanh được lựa chọn như là màu đại diện cho biển cả bởi Genova là một thành phố cảng. Đến năm 1901, màu áo đã một lần nữa được đổi thành hai nửa đỏ và xanh đậm nổi tiếng như hiện nay. Cũng chính từ đó mà họ có biệt danh rossoblù (đỏ xanh)  giống như Bologna hay Cagliari.
Một biệt danh khác của Genoa là Il Grifone nghĩa là điểu sư) bắt nguồn từ phù hiệu trên áo giáp của các chiến binh thành Genova. Phù hiệu miêu tả hai con điểu sư vàng đứng gác bên cạnh "Chữ thập của Thánh George" (chữ thập đỏ trên nền trắng như trong quốc kỳ Anh). Ngoài việc xuất hiện trên cờ và phù hiệu áo giáp của thành Genova, hình ảnh chữ thập còn gợi nhớ đến những nhà sáng lập người Anh của CLB. Đồng thời Thánh George cũng là vị thánh bảo hộ của Cộng hòa Genova trước đây. Biểu tượng thực tế của Genoa ngày nay là sự kết hợp giữa phù hiệu trên áo giáp và hai màu đỏ, xanh.

## Các huấn luyện viên
Genoa đã từng có nhiều huấn luyện viên, một số mùa giải họ có đồng huấn luyện viên dẫn dắt đội bóng, dưới đây là danh sách các huấn luyện viên từ năm 1896 kể từ khi đội bóng trở thành một câu lạc bộ bóng đá.
| Tên                                                                               | Quốc tịch                   | Năm       |
| --------------------------------------------------------------------------------- | --------------------------- | --------- |
| James Richardson Spensley                                                         | Anh                         | 1896–1907 |
| Nhiệm vụ kĩ thuật                                                                 | Anh                         | 1907–1912 |
| William Garbutt                                                                   | Anh                         | 1912–1927 |
| Renzo De Vecchi                                                                   | Vương quốc Ý                | 1927–1930 |
| Gèza Székány                                                                      | Hungary                     | 1930–1931 |
| Luigi Burlando Guillermo Stábile                                                  | Vương quốc Ý · Argentina    | 1931–1932 |
| Karl Rumbold                                                                      | Áo                          | 1932–1933 |
| József Nagy                                                                       | Hungary                     | 1933–1934 |
| Vittorio Faroppa rồi Renzo De Vecchi                                              | Vương quốc Ý · Vương quốc Ý | 1934–1935 |
| György Orth                                                                       | Hungary                     | 1935–1936 |
| Hermann Felsner                                                                   | Áo                          | 1936–1937 |
| William Garbutt                                                                   | Anh                         | 1937–1939 |
| Ottavio Barbieri William Garbutt                                                  | Vương quốc Ý · Anh          | 1939–1940 |
| Ottavio Barbieri                                                                  | Vương quốc Ý                | 1940–1941 |
| Guido Ara                                                                         | Vương quốc Ý                | 1941–1943 |
| Ottavio Barbieri rồi József Viola                                                 | Vương quốc Ý · Hungary      | 1945–1946 |
| William Garbutt                                                                   | Anh                         | 1946–1948 |
| Federico Allasio                                                                  | Ý                           | 1948–1949 |
| John David Astley rồi John David Astley và Federico Allasio rồi Manlio Bacigalupo | Anh · Ý · Ý                 | 1949–1950 |
| Manlio Bacigalupo                                                                 | Ý                           | 1950–1951 |
| Imre Senkey rồi Valentino Sala và Giacinto Ellena                                 | Hungary · Ý                 | 1951–1952 |
| Giacinto Ellena                                                                   | Ý                           | 1952–1953 |
| György Sárosi rồi Lino Bonilauri                                                  | Hungary · Ý                 | 1953–1955 |
| Renzo Magli                                                                       | Ý                           | 1955–1958 |
| Annibale Frossi                                                                   | Ý                           | 1958–1959 |
| Antonio Busini Gipo Poggi rồi Jesse Carver rồi Annibale Frossi                    | Ý · Ý · Anh · Ý             | 1959–1960 |
| Annibale Frossi                                                                   | Ý                           | 1960–1961 |
| Renato Gei                                                                        | Ý                           | 1961–1963 |
| Beniamino Santos                                                                  | Argentina                   | 1963–1964 |
| Paulo Amaral rồi Roberto Lerici                                                   | Brasil · Ý                  | 1964–1965 |
| Luigi Bonizzoni                                                                   | Ý                           | 1965–1966 |
| Giorgio Ghezzi rồi Paolo Tabanelli                                                | Ý · Ý                       | 1966–1967 |
| Livio Fongaro rồi Aldo Campatelli                                                 | Ý · Ý                       | 1967–1968 |
| Aldo Campatelli rồi Aldo Campatelli và Maurizio Bruno                             | Ý · Ý                       | 1968–1969 |
| Franco Viviani rồi Maurizio Bruno và Lino Bonilauri rồi Gimona và Lino Bonilauri  | Ý · Ý · Ý                   | 1969–1970 |

| Tên                                                           | Quốc tịch | Năm       |
| ------------------------------------------------------------- | --------- | --------- |
| Arturo Silvestri                                              | Ý         | 1970–1974 |
| Guido Vincenzi                                                | Ý         | 1974–1975 |
| Gigi Simoni                                                   | Ý         | 1975–1978 |
| Pietro Maroso rồi Ettore Puricelli rồi Gianni Bui             | Ý · Ý · Ý | 1978–1979 |
| Gianni Di Marzio                                              | Ý         | 1979–1980 |
| Gigi Simoni                                                   | Ý         | 1980–1984 |
| Tarcisio Burgnich                                             | Ý         | 1984–1986 |
| Attilio Perotti                                               | Ý         | 1986–1987 |
| Gigi Simoni rồi Attilio Perotti                               | Ý · Ý     | 1987–1988 |
| Franco Scoglio                                                | Ý         | 1988–1990 |
| Osvaldo Bagnoli                                               | Ý         | 1990–1992 |
| Bruno Giorgi rồi Luigi Maifredi rồi Claudio Maselli           | Ý · Ý · Ý | 1992–1993 |
| Claudio Maselli rồi Franco Scoglio                            | Ý · Ý     | 1993–1994 |
| Franco Scoglio rồi Giuseppe Marchioro rồi Claudio Maselli     | Ý · Ý · Ý | 1994–1995 |
| Gigi Radice rồi Gaetano Salvemini                             | Ý · Ý     | 1995–1996 |
| Attilio Perotti                                               | Ý         | 1996–1997 |
| Gaetano Salvemini                                             | Ý         | 1997      |
| Claudio Maselli                                               | Ý         | 1997      |
| Tarcisio Burgnich                                             | Ý         | 1997–1998 |
| Giuseppe Pillon                                               | Ý         | 1998      |
| Luigi Cagni                                                   | Ý         | 1998      |
| Delio Rossi                                                   | Ý         | 1999–2000 |
| Bruno Bolchi                                                  | Ý         | 2000      |
| Guido Carboni Alfredo Magni                                   | Ý · Ý     | 2000–2001 |
| Bruno Bolchi                                                  | Ý         | 2001      |
| Claudio Onofri                                                | Ý         | 2001      |
| Franco Scoglio                                                | Ý         | 2001      |
| Edoardo Reja                                                  | Ý         | 2001–2002 |
| Claudio Onofri                                                | Ý         | 2002      |
| Vincenzo Torrente Rino Lavezzini                              | Ý · Ý     | 2003      |
| Roberto Donadoni                                              | Ý         | 2003      |
| Luigi De Canio                                                | Ý         | 2004      |
| Serse Cosmi                                                   | Ý         | 2004–2005 |
| Francesco Guidolin                                            | Ý         | 2005      |
| Giovanni Vavassori rồi Attilio Perotti rồi Giovanni Vavassori | Ý · Ý · Ý | 2005–2006 |
| Gian Piero Gasperini                                          | Ý         | 2006–nay  |

## Danh hiệu

### Danh hiệu quốc gia
Giải vô địch quốc gia Ý / Northern League / Serie A: 9
- Vô địch: 1897–98; 1898–99; 1899–1900; 1901–02; 1902–03; 1903–04; 1914–15; 1922–23; 1923–24
- Về nhì: 1900–01; 1904–05; 1912–13; 1913–14; 1921–22; 1924–25; 1927–28; 1929–30

Cúp quốc gia Ý: 1
- Vô địch: 1936–37
-  Về nhì: 1939–40

Serie B: 6
- Vô địch: 1934–35, 1952–53, 1961–62, 1972–73, 1975–76, 1988–89
- Về nhì: 1980–81
- Lên hạng: 2006–07

Serie C / Serie C1: 1
- Vô địch: 1970–71
- Về nhì: 2005–06

Palla Dapples: 13
- Vô địch: 1903–1909

### Cúp châu Âu
Mitropa Cup:
-  Về nhì: 1990

Coppa delle Alpi: 2
- Vô địch: 1962, 1964

Anglo-Italian Cup: 1
- Vô địch: 1996

### Xuất hiện ở các giải chuyên nghiệp Ý
| Giải đấu | Năm | Lần đầu                            | Mùa giải cuối cùng |
| -------- | --- | ---------------------------------- | ------------------ |
| A        | 70  | Italian Football Championship 1898 | Serie A 2009-10    |
| B        | 33  | Serie B 1934-35                    | Serie B 2006-07    |
| C        | 2   | Serie C 1970-71                    | Serie C1 2005-06   |

Trong 105 năm xuất hiện ở cấp độ quốc gia từ sự bắt đầu của nền bóng đá Ý, bao gồm 27 mùa giải ở Prima Categoria và Prima Divisione (từ năm 1898 tới 1922 tên của Giải vô địch quốc gia Ý là Prima Categoria). Không bao gồm mùa giải 1906-07, giải đấu mà Grifoni không thể vượt qua vòng loại khu vực, và mùa giải 1907-08, giải đấu mà Genoa không tham dự giải.